# Бранка Катич
Бранка Катич (на сръбски: Бранка Катић) е сръбска актриса.

## Биография
Родена е на 20 януари 1970 г. в Белград, Югославия. Завършва академията за изкуства в Нови Сад, в класа на Раде Шербедзия, след което играе в разни театрални постановки в Белград, Суботица и Нови Сад. На филмовата сцена дебютира с филма „Не е лесно с мъжете“. Добива популярност с участието си в различни сръбски сериали и филми.

## Роли
- 1985 – Не е лесно с мъжете, като Таня
- 1992 – Не сме ангели, като Буба
- 1992 – Полицаят от петльово бърдо, като Ясна
- 1994 – Биће боље
- 1994 – Слатко од снова
- 1995 – Тамна је ноћ
- 1995 – Убиство с предумишљајем, като Елена Панич (Булика)
- 1996 – Лепа села лепо горе, като медицинската сестра
- 1998 – Черна котка, бял котарак, като Ида
- 1998 – Рани, като Сузана
- 1999 – Ратници
- 2000 – У јулу
- 2002 – Ten Minutes Older: The Cello
- 2004 – Ягода в супермаркета
- 2004 – The Truth About Love
- 2004 – Пад у рај, като Душица